# Boadicea pelecoides
Boadicea pelecoides är en fjärilsart som beskrevs av Willie Horace Thomas Tams 1930. Boadicea pelecoides ingår i släktet Boadicea och familjen björnspinnare. Inga underarter finns listade i Catalogue of Life.